# Beifahranlage
Eine Beifahranlage ist eine technische Einrichtung, die es Zügen erlaubt, regulär und ohne allzu große Verzögerung in ein teilweise besetztes Gleis eines Bahnhofs einzufahren. Erforderlich ist dies, da Zugfahrten nur in Gleisabschnitte eingelassen werden dürfen, die frei von Fahrzeugen sind. Steht im Bahnhof auf einem Gleis, das befahren werden soll, bereits ein Zug, so muss der ankommende zweite Zug vor dem Einfahrsignal halten und kann nur auf einen schriftlichen Befehl mit deutlich verringerter Geschwindigkeit (auf Sicht) einfahren.
Um dies zu vermeiden, wird eine Beifahranlage genutzt. Häufigster Anwendungsfall ist das zügige Vereinigen von Zugteilen auf Verbindungen mit Flügelung. Eine Beifahranlage erlaubt auch, dass ein Gleis gleichzeitig von mehreren Zügen besetzt wird, entweder aus Kapazitätsgründen oder um ein zügiges Umsteigen zu ermöglichen.
Technisch teilt man das betreffende Gleis durch ein oder mehrere Zugdeckungssignale in Abschnitte. Diese Signale können dann als Zielsignal für Einfahrfahrstraßen dienen, sodass ein einfahrender Zug ohne Halt bis zum Zugdeckungssignal einfahren darf, wegen der kurzen Einfahrt allerdings mit verringerter Geschwindigkeit. Soll anschließend gekuppelt werden, wird das Zugdeckungssignal betrieblich abgeschaltet und der Zug legt die verbleibende Strecke als Rangierbewegung zurück.
Beispiele bestehen im Bahnhof Vegesack und im Bahnhof Ottbergen.  Der VDV hat 2017 zwei aus seiner Sicht zusätzlich erforderliche Beifahranlagen in seiner Achten VDV-Maßnahmenliste für Investitionsbedarf für das Bundesschienenwegenetz aus Sicht der Nutzer aufgeführt.